# Dolní Bečva
Dolní Bečva – gmina w Czechach, w powiecie Vsetín, w kraju zlińskim. Według danych z dnia 1 stycznia 2012 liczyła 1857 mieszkańców.

## Położenie
Położona jest w górnej dolinie rzeki Dolnej Beczwy rozdzielającej masywy Beskidu Morawsko-Śląskiego i Gór Wsetyńskich. Przez miejscowość przebiega czeska droga krajowa nr 35.

## Historia
Wieś została założona w ramach kolonizacji wołoskiej w połowie XVI wieku, a po raz pierwszy wzmiankowano ją w 1597 r. pod nazwą Wielka Beczwa (Velká Bečva), a później również jako Bečvice. W XVIII w. w górskim przysiółku Horní Rozpité działała huta szkła. Funkcjonował kamieniołom. Silna była tradycja wyrobu mioteł z witek brzozowych. W czasie II wojny światowej w okolicach wsi działały oddziały partyzanckie, wspierane przez jej mieszkańców. W latach powojennych nadwyżki siły roboczej, głównie wśród kobiet, wykorzystano tworząc we wsi filię zakładów odzieżowych „Loana” z Wałaskiego Międzyrzecza, produkującą wyroby dziewiarskie dla dzieci.